# 新闻简报 (新影厂)
《新闻简报》是中华人民共和国中央新闻纪录电影制片厂制作的系列新闻纪录片，1949年开始推出。最初名称为《新中国简报》，1951年改为《新中国周报》，1955年正式定名为《新闻简报》。

## 概况
《新闻简报》每集时长约10分钟，每周一期，每期通常会以“××××年第××号”进行编号。影片通常为每周一期，但有时也会出现不定期制作的情况：比如文革时期，1967年仅出了10号，1969年出了14号。影片内容涉及重大的时政新闻，以及经济、文化、军事、社会生活，各条战线上的先进人物等。每号有五个左右的小主题，其中必有二、三个国内重大新闻，像报纸的头版头条一样放在前面。
在当时的中国大陆，播放电影之前都会贴片播出《新闻简报》，因此当时民间戏称：“苏联电影老是一套，罗马尼亚电影又搂又抱，朝鲜电影又哭又笑，阿尔巴尼亚电影莫名其妙，越南电影真枪真炮，中国电影新闻简报。”特别地，由于柬埔寨国家元首诺罗敦·西哈努克在华流亡，《新闻简报》1970年至1975年对西哈努克在中国各地参观访问的内容着墨甚多，西哈努克也因文化大革命期间在电影院出镜率之高而被民众调侃为当时“中国最红的电影明星”。在中国大陆尚未普及电视机的年代，《新闻简报》是民众获取新闻（尤其是影像新闻）的重要渠道之一。
1978年后，《新闻简报》改名为《祖国新貌》，由黑白片改为彩色片，内容也从报道新闻事件向专题纪录片方向发展。随着电视机的普及，《祖国新貌》的生产效率已经无法与电视新闻媲美，最终于1993年停止制作。